# Beauvoir-sur-Niort
Beauvoir-sur-Niort – miejscowość i gmina we Francji, w regionie Nowa Akwitania, w departamencie Deux-Sèvres.
Według danych na rok 1990 gminę zamieszkiwały 1242 osoby, a gęstość zaludnienia wynosiła 53 osób/km² (wśród 1467 gmin regionu Poitou-Charentes Beauvoir-sur-Niort plasuje się na 234. miejscu pod względem liczby ludności, natomiast pod względem powierzchni na miejscu 297.).